# Andy Bordelai
Pas d'image ? Cliquez ici

a Compétitions nationales et continentales officielles uniquement.

b Matchs officiels uniquement.
Dernière mise à jour le 27 octobre 2024.
Andy Bordelai, né le 29 mars 2000 à Paris, est un joueur français de rugby à XV qui évolue au poste de pilier à l'Aviron bayonnais.

## Biographie
Andy Bordelai naît le 29 mars 2000 à Paris en France.
Andy Bordelai est formé à la pratique du rugby à XV au Rugby Créteil Choisy, avant de rejoindre les équipes de jeunes du RC Massy Essonne puis du Racing 92.
Pour la saison 2019-2020, il fait partie du Pôle France. En 2020, il participe au Tournoi des Six Nations des moins de 20 ans au cours duquel il dispute trois rencontres avec l'équipe de France des moins de 20 ans.
Bordelai dispute son premier match professionnel avec le Racing 92 le 22 novembre 2020, lors d'une rencontre de Top 14 sur le terrain du Stade rochelais, en remplaçant Hassane Kolingar à deux minutes du terme de la rencontre. Il dispute son deuxième match avec le Racing 92 une semaine plus tard contre l'Aviron bayonnais,.
En juillet 2021, Bordelai est prêté pour une saison au RC Vannes. Il marque son premier essai en professionnel contre le FC Grenoble le 3 septembre 2021. À l'issue de la saison 2021-2022, il rejoint définitivement le club vannetais. En mai 2023, Bordelai signe avec le RC Vannes son premier contrat professionnel, d'une durée d'une saison. En 2024, après la victoire en finale de Pro D2 face au FC Grenoble, Bordelai et ses coéquipiers obtiennent la promotion en Top 14, la première de l'histoire pour un club breton.
En janvier 2024, l'Aviron bayonnais annonce le recrutement de Bordelai pour deux saisons à partir de l'été 2024. Le 26 octobre 2024, il inscrit son premier essai en Top 14 au cours d'une victoire sur le terrain du Lyon OU.

## Palmarès
- Vainqueur du Championnat de France de 2e division en 2024 avec le RC Vannes.